# Sentyô Yama
Sentyô Yama (Transkription von japanisch 閃長山 ‚Syenitberg‘) ist ein 2273 m hoher Berggipfel im ostantarktischen Königin-Maud-Land. Er stellt den Ostgipfel des Mount Eyskens im Zentrum des Königin-Fabiola-Gebirges dar.
Japanische Wissenschaftler nahmen 1960 seine Vermessung und 1981 die Benennung vor. Sie benannten ihn nach dem hier gefundenen Syenitgestein.